# Братство традиціоналістів Святого Йосафата

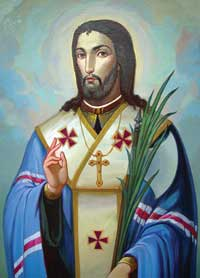
Святий Йосафат. Покровитель братства

Братство традиціоналістів Святого Йосафата (офіційна назва: Священиче Братство Святого Священномученика Йосафата, СБССЙ) — релігійне згромадження, яке відкидає деякі з рішень Другого Ватиканського собору і деякі з сучасних форм екуменізму та міжрелігійного діалогу, що їх практикують Українська греко-католицька церква та Папа Римський.
Товариство також виступає проти заміни традиційної церковнослов'янської мови на українську в літургії і літургійної делатинизації (видалення практик латинського обряду) — таких, як євхаристійне поклоніння, розарій, Стації Хреста, що були прийняті в межах цієї Східної католицької церкви.
Товариство є залежним від Братства святого Пія X, яке забезпечує більшу частину свого фінансування з каплиці SSPX в західному світі.
Братство заснував і керує ним Василь Ковпак — священник Архиєпархії Львова Української греко-католицької церкви.